# Vrbovno
Vrbovno (en serbe cyrillique : Врбовно) est une localité de Serbie située dans la municipalité de Lazarevac et sur le territoire de la ville de Belgrade. Au recensement de 2011, elle comptait 1 042 habitants.

## Géographie

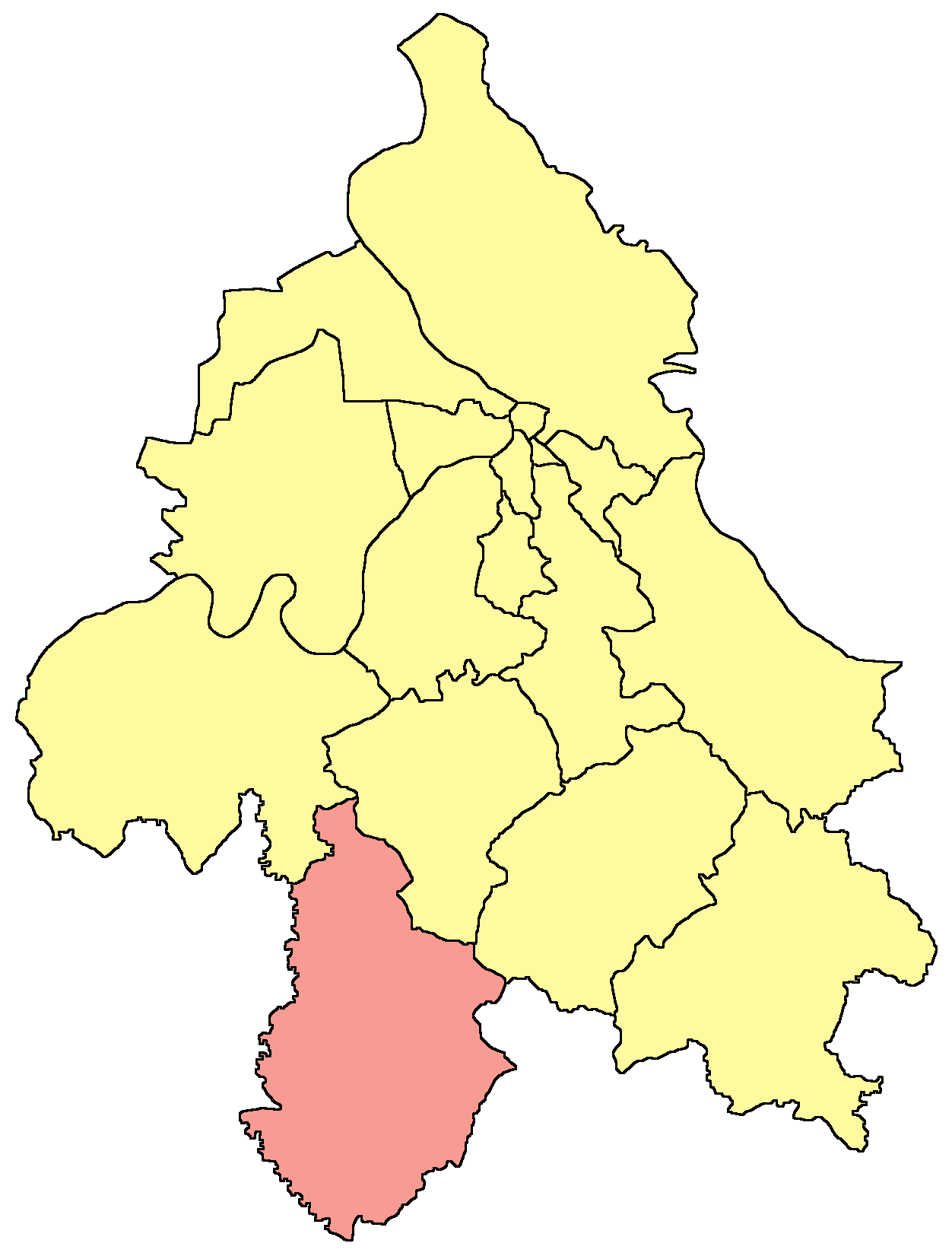
Localisation de la municipalité de Lazarevac dans la ville de Belgrade

## Démographie

### Évolution historique de la population
| 1948 | 1953 | 1961 | 1971 | 1981 | 1991 | 2002 | 2011  |
| ---- | ---- | ---- | ---- | ---- | ---- | ---- | ----- |
| 791  | 839  | 829  | 755  | 747  | 832  | 978  | 1 042 |

|  |

### Données de 2002
Pyramide des âges (2002)
En 2002, l'âge moyen de la population était de 41,3 ans pour les hommes et 43,1 ans pour les femmes.
Répartition de la population par nationalités (2002)
En 2002, les Serbes représentaient 96,83 % de la population.

### Données de 2011
En 2011, l'âge moyen de la population était de 45,7 ans, 44,8 ans pour les hommes et 46,6 ans pour les femmes.

## Éducation
L'école élémentaire Vuk Karadžić de Stepojevac gère une annexe à Vrbovno,.